# Centralia Township (Missouri)
Centralia Township est un township du comté de Boone dans le Missouri, aux États-Unis,. En 2010, le township comptait une population de 4 674 habitants. Il est fondé en 1874.

## Source de la traduction
- (en) Cet article est partiellement ou en totalité issu de l’article de Wikipédia en anglais intitulé « Centralia Township, Boone County, Missouri » (voir la liste des auteurs).